# Crepidula aculeata
Crepidula aculeata är en snäckart som först beskrevs av Gmelin 1791.  Crepidula aculeata ingår i släktet Crepidula och familjen toffelsnäckor. Inga underarter finns listade i Catalogue of Life.